# Desmocapsales
Desmocapsales es un orden de organismos unicelulares de la superclase Dinoflagellata, clase Dinophyceae.
Familia Adinimonadaceae
Género Adinimonas
Familia Desmocapsaceae
Género Desmocapsa
Familia Desmomastigaceae
Género Desmomastix
- Datos: Q5804281
- Especies: Desmocapsales